# Кресент Милс (Калифорнија)
Кресент Милс (енгл. Crescent Mills) насељено је место без административног статуса у америчкој савезној држави Калифорнија.

## Демографија
По попису из 2010. године број становника је 196, што је 62 (-24,0%) становника мање него 2000. године.
| Група             | 2000.       | 2010.       |
| Белци             | 210 (81,4%) | 156 (79,6%) |
| Афроамериканци    | 0 (0,0%)    | 1 (0,5%)    |
| Азијати           | 0 (0,0%)    | 0 (0,0%)    |
| Хиспаноамериканци | 30 (11,6%)  | 26 (13,3%)  |
| Укупно            | 258         | 196         |